# Wereldkampioenschappen atletiek 2007

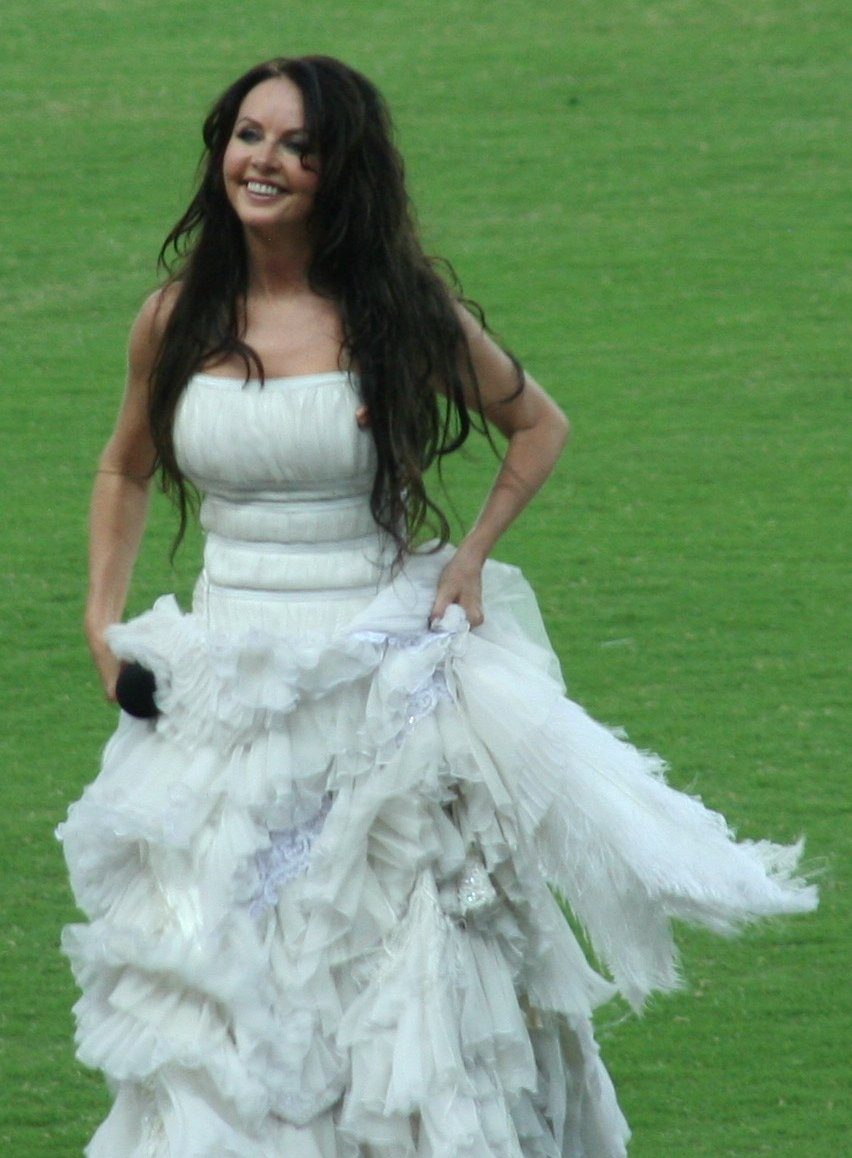
Zangeres Sarah Brightman tijdens de openingsceremonie

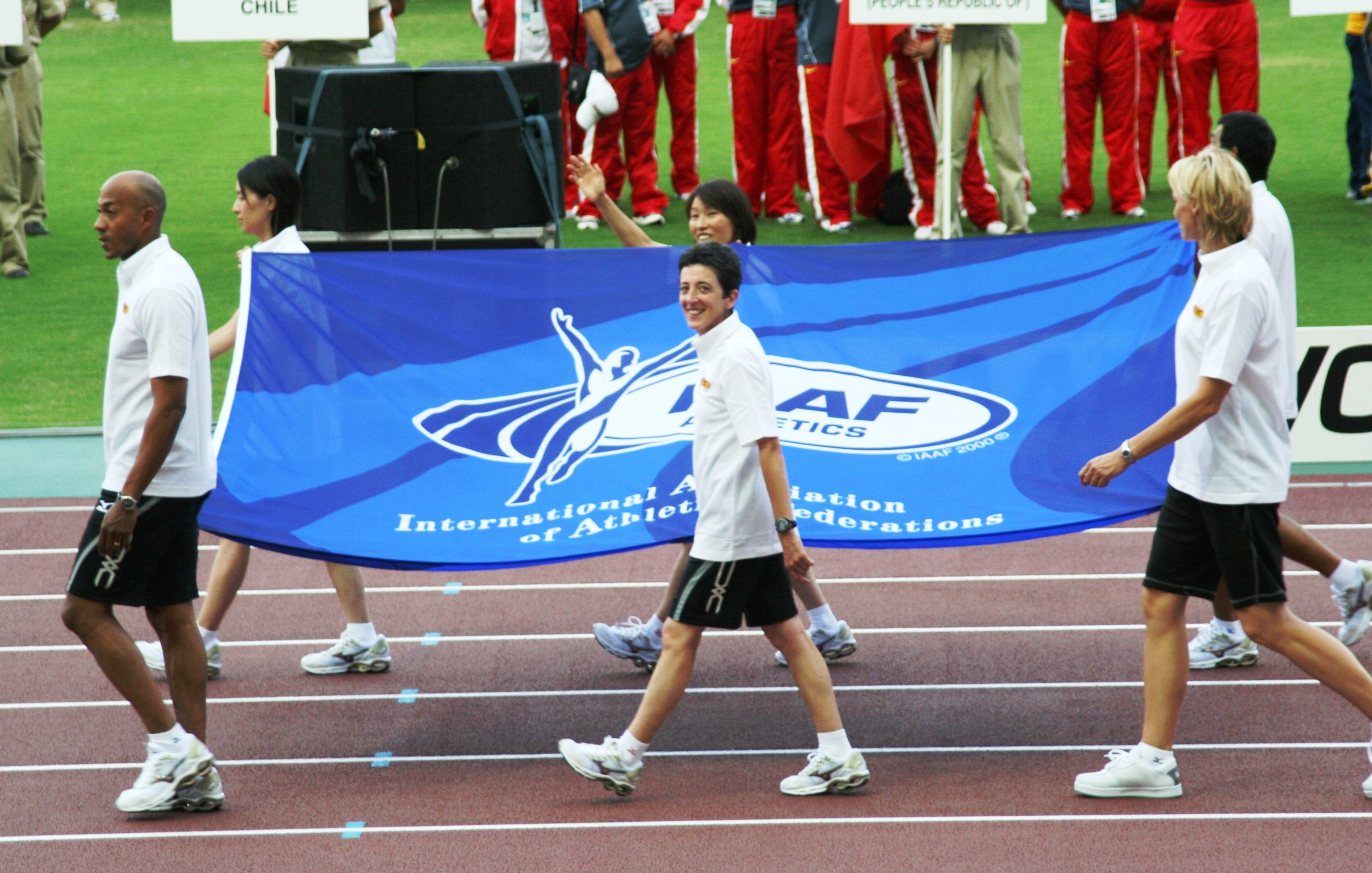
Frankie Fredericks, Rosa Mota, Heike Drechsler dragen de IAAF vlag tijdens de opening ceremonie

De wereldkampioenschappen atletiek van 2007 werden in het Nagai Stadion van het Japanse Osaka gehouden van 24 augustus tot en met 2 september. In totaal deden er 1981 atleten mee uit 203 landen.
Op 28 augustus behaalde Rutger Smith succes op het onderdeel discuswerpen. Na een enigszins teleurstellende vierde plek bij het kogelstoten werd Smith verrassend derde bij het discuswerpen. Daarmee is hij de eerste Nederlandse atleet die een tweede WK-medaille won en internationaal is hij de eerste die een WK-medaille won op de onderdelen kogelstoten (2005) en discuswerpen (2007).
Vier dagen later wonnen voor het eerst in de historie Belgische atletes een medaille op de wereldkampioenschappen. Daar zag het aanvankelijk niet naar uit: nadat Olivia Borlée, Hanna Mariën en Élodie Ouédraogo hun deel van de 4 x 100 m estafette gelopen hadden, lag België vijfde, maar een sterke eindsprint van Kim Gevaert bracht het viertal brons.

## Deelnemers

### Belgische deelnemers
- Eline Berings
  - 100 m horden - 5e in de series met 12,97 s
  - 4 x 100 m estafette
- Kristof Beyens
  - 200 m - 7e in de halve finale met 20,53 s
- Olivia Borlée
  - 4 x 100 m estafette - 3e in de finale met 42,75 s
- Elisabeth Davin
  - 4 x 100 m estafette - reserveloopster
- Nathalie De Vos
  - 10.000 m - 11e in de finale met 32.38,60
- Stephanie De Croock
  - 3000 m steeplechase - 12e in de series met 10.01,74
- Adrien Deghelt
  - 110 m horden - 7e in de halve finale met 13,70 s
- Veerle Dejaeghere
  - 3000 m steeplechase - 11e in de finale met 9.40,10
- Pieter Desmet
  - 3000 m steeplechase - 11e in de series met 8.55,99
- Kim Gevaert
  - 100 m - 5e in de finale met 11,05 s
  - 200 m - 4e in de kwart finale met 22,96 s
  - 4 x 100 m estafette - 3e in de finale met 42,75 s
- François Gourmet
  - tienkamp - 15e met 7974 p
- Tia Hellebaut
  - hoogspringen - 14e in de finale met 1,90 m
- Hanna Mariën
  - 4 x 100 m estafette - 3e in de finale met 42,75 s
- Élodie Ouédraogo
  - 400 m horden - 6e in de series met 56,44 s
  - 4 x 100 m estafette - 3e in de finale met 42,75 s
- Kevin Rans
  - polsstokhoogspringen - 13e in de kwalificatieronde met 5,40 m
- Hans Van Alphen
  - tienkamp - 11e met 8034 p
- Krijn Van Koolwijk
  - 3000 m steeplechase - 9e in de series met 8.29,18
- Sigrid Vanden Bempt
  - 3000 m steeplechase - DNF in series

### Nederlandse deelnemers
- Erik Cadée
  - discuswerpen - 11e in de kwalificatieronde met 59,98 m
- Guus Hoogmoed
  - 200 m - 8e in de kwartfinale met 21,32 s
- Jolanda Keizer
  - zevenkamp - 14e met 6102 punten
- Eugène Martineau
  - tienkamp - DNF
- Arnoud Okken
  - 800 m - 5e in de series met 1.47,23
- Karin Ruckstuhl
  - zevenkamp - DNF
- Gregory Sedoc
  - 110 m horden - 5e in de halve finale met 13,58 s
- Rutger Smith
  - kogelstoten - 4e in de finale met 21,13 m
  - discuswerpen - 3e in de finale met 66,42 m
- Bram Som
  - 800 m - 8e in de series met 1.46,81
- Yvonne Wisse
  - zevenkamp - 16e met 6056 punten

### Nederlandse Antillen
- Churandy Martina
  - 100 m - 6e in de kwartfinale met 10,48 s
  - 200 m - 5e in de finale met 20,28 s

## Uitslagen

### 100 m
| Rang | Land | Atleet           | Tijd       |
| ---- | ---- | ---------------- | ---------- |
| 1    | USA  | Tyson Gay        | 9,85       |
| 2    | BAH  | Derrick Atkins   | 9,91 (NR)  |
| 3    | JAM  | Asafa Powell     | 9,96       |
| 4    | NGR  | Olusoji Fasuba   | 10,07 (SB) |
| 5    | AHO  | Churandy Martina | 10,08      |
| 6    | GBR  | Marlon Devonish  | 10,14      |
| 7    | SLO  | Matic Osovnikar  | 10,23      |
| 8    | TRI  | Marc Burns       | 10,29      |

| Rang | Land | Atleet            | Tijd       |
| ---- | ---- | ----------------- | ---------- |
| 1    | JAM  | Veronica Campbell | 11,01      |
| 2    | USA  | Lauryn Williams   | 11,01 (SB) |
| 3    | USA  | Carmelita Jeter   | 11,02 (PB) |
| 4    | USA  | Torri Edwards     | 11,05      |
| 5    | BEL  | Kim Gevaert       | 11,05 (SB) |
| 6    | FRA  | Christine Arron   | 11,08      |
| 7    | JAM  | Kerron Stewart    | 11,12      |
| 8    | NGR  | Oludamola Osayomi | 11,26      |

### 200 m
| Rang | Land | Atleet               | Tijd       |
| ---- | ---- | -------------------- | ---------- |
| 1    | USA  | Tyson Gay            | 19,76 (CR) |
| 2    | JAM  | Usain Bolt           | 19,91      |
| 3    | USA  | Wallace Spearmon     | 20,05      |
| 4    | USA  | Rodney Martin        | 20,06 (PB) |
| 5    | AHO  | Churandy Martina     | 20,28      |
| 6    | JAM  | Marvin Anderson      | 20,28      |
| 7    | JAM  | Christopher Williams | 20,57      |
| 8    | GRE  | Anastásios Goúsis    | 20,75      |

| Rang | Land | Atleet                | Tijd       |
| ---- | ---- | --------------------- | ---------- |
| 1    | USA  | Allyson Felix         | 21,81 (WL) |
| 2    | JAM  | Veronica Campbell     | 22,34 (SB) |
| 3    | SRI  | Susanthika Jayasinghe | 22,63      |
| 4    | USA  | Torri Edwards         | 22,65      |
| 5    | USA  | Sanya Richards        | 22,70      |
| 6    | JAM  | Aleen Bailey          | 22,72      |
| 7    | USA  | LaShauntea Moore      | 22,97      |
| 8    | CAY  | Cydonie Mothersille   | 23,08      |

### 400 m
| Rang | Land | Atleet            | Tijd       |
| ---- | ---- | ----------------- | ---------- |
| 1    | USA  | Jeremy Wariner    | 43,45 (WL) |
| 2    | USA  | LaShawn Merritt   | 43,96 (PB) |
| 3    | USA  | Angelo Taylor     | 44,32      |
| 4    | BAH  | Chris Brown       | 44,45 (NR) |
| 5    | FRA  | Leslie Djhone     | 44,59      |
| 6    | CAN  | Tyler Christopher | 44,71      |
| 7    | SWE  | Johan Wissman     | 44,72      |
| 8    | BAH  | Avard Moncur      | 45,40      |

| Rang | Land | Atleet             | Tijd       |
| ---- | ---- | ------------------ | ---------- |
| 1    | GBR  | Christine Ohuruogu | 49,61 (PB) |
| 2    | GBR  | Nicola Sanders     | 49,65 (PB) |
| 3    | JAM  | Novlene Williams   | 49,66 (SB) |
| 4    | MEX  | Ana Guevara        | 50,16 (SB) |
| 5    | USA  | DeeDee Trotter     | 50,17      |
| 6    | RUS  | Natalja Antjoech   | 50,33      |
| 7    | BLR  | Ilona Voesovitsj   | 50,54      |
| 8    | USA  | Mary Wineberg      | 50,96      |

### 800 m
| Rang | Land | Atleet             | Tijd    |
| ---- | ---- | ------------------ | ------- |
| 1    | KEN  | Alfred Yego        | 1.47,09 |
| 2    | CAN  | Gary Reed          | 1.47,10 |
| 3    | RUS  | Joeri Borzakovski  | 1.47,39 |
| 4    | UGA  | Abraham Chepkirwok | 1.47,41 |
| 5    | KEN  | Wilfred Bungei     | 1.47,42 |
| 6    | MAR  | Amine Laalou       | 1.47,45 |
| 7    | RSA  | Mbulaeni Mulaudzi  | 1.47,52 |
| 8    | KSA  | Mohamed Al Salhi   | 1.47,58 |

| Rang | Land | Atleet                 | Tijd         |
| ---- | ---- | ---------------------- | ------------ |
| 1    | KEN  | Janeth Jepkosgei       | 1.56,04 (WL) |
| 2    | MAR  | Hasna Benhassi         | 1.56,99      |
| 3    | ESP  | Mayte Martínez         | 1.57,62 (PB) |
| 4    | RUS  | Olga Kotljarova        | 1.58,22      |
| 5    | SLO  | Brigita Langerholc     | 1.58,52      |
| 6    | BLR  | Svjatlana Voesovitsj   | 1.58,92      |
| 7    | RUS  | Svetlana Kljoeka       | 2.00,90      |
| 8    | MOZ  | Maria de Lurdes Mutola | DNF          |

### 1500 m
| Rang | Land | Atleet            | Tijd         |
| ---- | ---- | ----------------- | ------------ |
| 1    | USA  | Bernard Lagat     | 3.34,77      |
| 2    | BRN  | Rashid Ramzi      | 3.35,00 (SB) |
| 3    | KEN  | Shedrack Korir    | 3.35,04      |
| 4    | KEN  | Asbel Kiprop      | 3.35,24 (PB) |
| 5    | ALG  | Tarek Boukensa    | 3.35,26      |
| 6    | ALG  | Antar Zerguelaine | 3.35,29      |
| 7    | ESP  | Arturo Casado     | 3.35,62      |
| 8    | USA  | Alan Webb         | 3.35,69      |

| Rang | Land | Atleet                 | Tijd         |
| ---- | ---- | ---------------------- | ------------ |
| 1    | BRN  | Maryam Jamal           | 3.58,75 (SB) |
| 2    | UKR  | Iryna Lisjtsjynska     | 4.00,69 (SB) |
| 3    | BUL  | Daniela Yordanova      | 4.00,82 (SB) |
| 4    | MAR  | Mariem Alaoui Selsouli | 4.01,52 (PB) |
| 5    | KEN  | Viola Kibiwot          | 4.02,10 (PB) |
| 6    | RUS  | Agnes Samaria          | 4.07,61      |
| 7    | RUS  | Nataliya Pantaleeva    | 4.07,82      |
| 8    | POL  | Lidia Chojecka         | 4.08,64      |
| DQ   | RUS  | Jelena Soboleva        |              |
| DQ   | RUS  | Joelia Fomenko         |              |

### 5000 m
| Rang | Land | Atleet          | Tijd     |
| ---- | ---- | --------------- | -------- |
| 1    | USA  | Bernard Lagat   | 13.45,87 |
| 2    | KEN  | Eliud Kipchoge  | 13.46,00 |
| 3    | UGA  | Moses Kipsiro   | 13.46,75 |
| 4    | USA  | Matt Tegenkamp  | 13.46,78 |
| 5    | ETH  | Tariku Bekele   | 13.47,33 |
| 6    | GBR  | Mo Farah        | 13.47,54 |
| 7    | ESP  | Jesús España    | 13.50,55 |
| 8    | ETH  | Abreham Cherkos | 13.51,01 |

| Rang | Land | Atleet                    | Tijd          |
| ---- | ---- | ------------------------- | ------------- |
| 1    | ETH  | Meseret Defar             | 14.57,91      |
| 2    | KEN  | Vivian Cheruiyot          | 14.58,50      |
| 3    | KEN  | Priscah Jepleting Cherono | 14.59,21      |
| 4    | KEN  | Sylvia Kibet              | 14.59,26 (PB) |
| 5    | TUR  | Elvan Abeylegesse         | 15.00,88 (SB) |
| 6    | ETH  | Meselech Melkamu          | 15.01,42      |
| 7    | USA  | Jennifer Rhines           | 15.03,09      |
| 8    | USA  | Shalane Flanagan          | 15.03,86      |

### 10.000 m
| Rang | Land | Atleet                      | Tijd          |
| ---- | ---- | --------------------------- | ------------- |
| 1    | ETH  | Kenenisa Bekele             | 27.05,90 (SB) |
| 2    | ETH  | Sileshi Sihine              | 27.09,03      |
| 3    | KEN  | Martin Mathathi             | 27.12,17      |
| 4    | ERI  | Zersenay Tadese             | 27.21,37      |
| 5    | KEN  | Josphat Ndambiri            | 27.31,41      |
| 6    | ETH  | Gebre-egziabher Gebremariam | 27.44,58      |
| 7    | USA  | Abdihakem Abdirahman        | 27.56,62      |
| 8    | KEN  | Josphat Kiprono Menjo       | 28.25,67      |

| Rang | Land | Atleet            | Tijd          |
| ---- | ---- | ----------------- | ------------- |
| 1    | ETH  | Tirunesh Dibaba   | 31.55,41 (SB) |
| 2    | TUR  | Elvan Abeylegesse | 31.59,40      |
| 3    | USA  | Kara Goucher      | 32.02,05 (SB) |
| 4    | GBR  | Joanne Pavey      | 32.03,81      |
| 5    | NZL  | Kim Smith         | 32.06,89      |
| 6    | USA  | Deena Kastor      | 32.24,58      |
| 7    | ETH  | Ejegayehu Dibaba  | 32.30,44      |
| 8    | KEN  | Philes Ongori     | 32.30,74      |

### 3000 m steeplechase
| Rang | Land | Atleet              | Tijd         |
| ---- | ---- | ------------------- | ------------ |
| 1    | KEN  | Brimin Kipruto      | 8.13,82      |
| 2    | KEN  | Ezekiel Kemboi      | 8.16,94      |
| 3    | KEN  | Richard Mateelong   | 8.17,59      |
| 4    | SWE  | Mustafa Mohamed     | 8.19,82      |
| 5    | FRA  | Bouabdallah Tahri   | 8.20,27      |
| 6    | TUR  | Halil Akkaş         | 8.22,51      |
| 7    | ESP  | Eliseo Martín       | 8.22,91 (SB) |
| 8    | BRN  | Tareq Mubarak Taher | 8.22,95      |

| Rang | Land | Atleet                    | Tijd         |
| ---- | ---- | ------------------------- | ------------ |
| 1    | RUS  | Jekaterina Volkova        | 9.06,57 (CR) |
| 2    | RUS  | Tatjana Petrova           | 9.09,19 (PB) |
| 3    | KEN  | Eunice Jepkorir           | 9.20,09      |
| 4    | KEN  | Ruth Bosibori             | 9.25,25 (WJ) |
| 5    | FRA  | Sophie Duarte             | 9.27,51 (NR) |
| 6    | ROU  | Cristina Casandra         | 9.29,63      |
| 7    | RUS  | Goelnara Samitova-Galkina | 9.30,24      |
| 8    | ESP  | Rosa Morató               | 9.36,84      |

### 110 m horden/100 m horden
| Rang | Land | Atleet            | Tijd       |
| ---- | ---- | ----------------- | ---------- |
| 1    | CHN  | Liu Xiang         | 12,95      |
| 2    | USA  | Terrence Trammell | 12,99      |
| 3    | USA  | David Payne       | 13,02 (PB) |
| 4    | CUB  | Dayron Robles     | 13,15      |
| 5    | CHN  | Shi Dongpeng      | 13,19 (PB) |
| 6    | UKR  | Serhiy Demydyuk   | 13,22 (NR) |
| 7    | ESP  | Jackson Quiñónez  | 13,33 (NR) |
| 8    | JAM  | Maurice Wignall   | 13,39      |

| Rang | Land | Atleet                 | Tijd       |
| ---- | ---- | ---------------------- | ---------- |
| 1    | USA  | Michelle Perry         | 12,46      |
| 2    | CAN  | Perdita Felicien       | 12,49 (SB) |
| 3    | JAM  | Delloreen Ennis-London | 12,50 (PB) |
| 4    | SWE  | Susanna Kallur         | 12,51 (PB) |
| 5    | USA  | Virginia Powell        | 12,55      |
| 6    | USA  | Lolo Jones             | 12,62      |
| 7    | JAM  | Vonette Dixon          | 12,64 (PB) |
| 8    | CAN  | Angela Whyte           | 12,66      |

### 400 m horden
| Rang | Land | Atleet             | Tijd       |
| ---- | ---- | ------------------ | ---------- |
| 1    | USA  | Kerron Clement     | 47,61 (WL) |
| 2    | DOM  | Félix Sánchez      | 48,01 (SB) |
| 3    | POL  | Marek Plawgo       | 48,12 (NR) |
| 4    | USA  | James Carter       | 48,40      |
| 5    | JAM  | Danny McFarlane    | 48,59      |
| 6    | GRE  | Periklís Iakovákis | 49,25      |
| 7    | USA  | Derrick Williams   | 52,97      |
|      | CAN  | Adam Kunkel        | DNF        |

| Rang | Land | Atleet              | Tijd       |
| ---- | ---- | ------------------- | ---------- |
| 1    | AUS  | Jana Rawlinson      | 53,31 (SB) |
| 2    | RUS  | Joelia Petsjonkina  | 53,50 (SB) |
| 3    | POL  | Anna Jesień         | 53,92      |
| 4    | JAM  | Nickiesha Wilson    | 54,10      |
| 5    | CHN  | Huang Xiaoxiao      | 54,15      |
| 6    | RUS  | Jevgenia Isakova    | 54,50      |
| 7    | USA  | Tiffany Williams    | 54,63      |
| 8    | GBR  | Tasha Danvers-Smith | 54,94      |

### 4 x 100 m estafette
| Rang | Land | Atleet                                                               | Tijd       |
| ---- | ---- | -------------------------------------------------------------------- | ---------- |
| 1    | USA  | Darvis Patton Wallace Spearmon Tyson Gay Leroy Dixon                 | 37,78 (WL) |
| 2    | JAM  | Marvin Anderson Usain Bolt Nesta Carter Asafa Powell                 | 37,89 (NR) |
| 3    | GBR  | Christian Malcolm Craig Pickering Marlon Devonish Mark Lewis-Francis | 37,90 (SB) |
| 4    | BRA  | Vicente de Lima Rafael Ribeiro Basílio de Moraes Sandro Viana        | 37,99 (SB) |
| 5    | JPN  | Naoki Tsukahara Shingo Suetsugu Shinji Takahira Nobuharu Asahara     | 38,03 (AR) |
| 6    | GER  | Ronny Ostwald Tobias Unger Alexander Kosenkow Julian Reus            | 38,62      |
|      | POL  | Michal Bielczyk Lukasz Chyla Marcin Jedrusinski Dariusz Kuc          | DNF        |
|      | NGR  | Obinna Metu Chukwu Uche Isaac Chinedu Oriala Olusoji Fasuba          | DNF        |

| Rang | Land | Atleet                                                                        | Tijd       |
| ---- | ---- | ----------------------------------------------------------------------------- | ---------- |
| 1    | USA  | Lauryn Williams Allyson Felix Mikele Barber Torri Edwards                     | 41,98 (WL) |
| 2    | JAM  | Sheri-Ann Brooks Kerron Stewart Simone Facey Veronica Campbell                | 42,01 (SB) |
| 3    | BEL  | Olivia Borlée Hanna Mariën Élodie Ouédraogo Kim Gevaert                       | 42,75 (NR) |
| 4    | GBR  | Laura Turner Montell Douglas Emily Freeman Joice Maduaka                      | 42,87      |
| 5    | RUS  | Jekaterina Grigorjeva Natalja Roesakova Joelia Goesjtsjina Jevgenia Poljakova | 42,97      |
| 6    | BLR  | Nastassia Shuliak Natallia Safronnikava Alena Neumiarzhitskaya Aksana Dragun  | 43,37      |
| 7    | GER  | Katja Wakan Cathleen Tschirch Johanna Kedzierski Verena Sailer                | 43,51      |
| 8    | POL  | Marta Jeschke Daria Korczynska Dorota Jedrusinska Ewelina Klocek              | 43,57      |

### 4 x 400 m estafette
| Rang | Land | Atleet                                                               | Tijd         |
| ---- | ---- | -------------------------------------------------------------------- | ------------ |
| 1    | USA  | LaShawn Merritt Angelo Taylor Darold Williamson Jeremy Wariner       | 2.55,56 (WL) |
| 2    | BAH  | Avard Moncur Michael Mathieu Andrae Williams Chris Brown             | 2.59,18 (SB) |
| 3    | POL  | Marek Plawgo Daniel Dąbrowski Marcin Marciniszyn Kacper Kozłowski    | 3.00,05 (SB) |
| 4    | JAM  | Michael Blackwood Ricardo Chambers Leford Green Sanjay Ayre          | 3.00,76      |
| 5    | RUS  | Maksim Dyldin Vladislav Frolov Konstantin Svetsjkar Denis Aleksjejev | 3.01,62      |
| 6    | GBR  | Andrew Steele Robert Tobin Richard Buck Martyn Rooney                | 3.02,94      |
| 7    | DOM  | Félix Sánchez Yoel Tapia Carlos Santa Arismendy Peguero              | 3.03,56      |
| 8    | GER  | Ingo Schultz Simon Kirch Kamghe Gaba Bastian Swillims                | 3.07,40      |

| Rang | Land | Atleet                                                                       | Tijd         |
| ---- | ---- | ---------------------------------------------------------------------------- | ------------ |
| 1    | USA  | DeeDee Trotter Allyson Felix Mary Wineberg Sanya Richards                    | 3.18,55 (WL) |
| 2    | JAM  | Shericka Williams Shereefa Lloyd Davita Prendergast Novlene Williams         | 3.19,73 (NR) |
| 3    | GBR  | Christine Ohuruogu Marilyn Okoro Lee McConnell Nicola Sanders                | 3.20,04 (NR) |
| 4    | RUS  | Ljoedmila Litvinova Natalja Nazarova Tatjana Vesjkoerova Natalja Antjoech    | 3.20,25 (SB) |
| 5    | BLR  | Joeljana Joestsjanka Iryna Chljoestava Ilona Voesovitsj Svjatlana Voesovitsj | 3.21,88 (NR) |
| 6    | POL  | Zuzanna Radecka Grazyna Prokopek Ewelina Setowska-Drick Anna Jesień          | 3.26,49      |
| 7    | CUB  | Aymeé Martínez Daimí Pernía Zulia Calatayud Indira Terrero                   | 3.27,05      |
| 8    | MEX  | Zudikey Rodriguez Gabriela Medina Nallely Vela Ana Guevara                   | 3.29,14      |

### Hoogspringen
| Rang | Land | Atleet           | Hoogte      |
| ---- | ---- | ---------------- | ----------- |
| 1    | BAH  | Donald Thomas    | 2,35 m (WL) |
| 2    | RUS  | Jaroslav Rybakov | 2,35 m (WL) |
| 3    | CYP  | Kyriakos Ioannou | 2,35 m (WL) |
| 4    | SWE  | Stefan Holm      | 2,33 m      |
| 5    | CZE  | Tomáš Janků      | 2,30 m (SB) |
| 6    | CUB  | Víctor Moya      | 2,30 m      |
| 7    | GER  | Eike Onnen       | 2,26 m      |
| 8    | CZE  | Jaroslav Bába    | 2,26 m      |

| Rang | Land | Atleet                | Hoogte      |
| ---- | ---- | --------------------- | ----------- |
| 1    | CRO  | Blanka Vlašić         | 2,05 m      |
| 2    | ITA  | Antonietta di Martino | 2,03 m (NR) |
| 2    | RUS  | Anna Tsjitsjerova     | 2,03 m (PB) |
| 4    | RUS  | Jelena Slesarenko     | 2,00 m      |
| 5    | RUS  | Jekaterina Savtsjenko | 2,00 m (PB) |
| 6    | ESP  | Ruth Beitia           | 1,97 m      |
| 7    | SWE  | Kajsa Bergqvist       | 1,94 m      |
| 7    | FRA  | Melanie Skotnik       | 1,94 m      |

### Polsstokhoogspringen
| Rang | Land | Atleet              | Hoogte      |
| ---- | ---- | ------------------- | ----------- |
| 1    | USA  | Brad Walker         | 5,86 m      |
| 2    | FRA  | Romain Mesnil       | 5,86 m (SB) |
| 3    | GER  | Danny Ecker         | 5,81 m      |
| 4    | RUS  | Igor Pavlov         | 5,81 m (PB) |
| 5    | GER  | Björn Otto          | 5,81 m      |
| 6    | RUS  | Jevgeni Loekjanenko | 5,81 m (PB) |
| 7    | ISR  | Aleksandr Averboech | 5,81 m (SB) |
| 8    | GER  | Tim Lobinger        | 5,81 m      |

| Rang | Land | Atleet                | Hoogte      |
| ---- | ---- | --------------------- | ----------- |
| 1    | RUS  | Jelena Isinbajeva     | 4,80 m      |
| 2    | CZE  | Katerina Badurová     | 4,75 m (NR) |
| 3    | RUS  | Svetlana Feofanova    | 4,75 m      |
| 4    | POL  | Monika Pyrek          | 4,75 m (PB) |
| 5    | FRA  | Vanessa Boslak        | 4,70 m (NR) |
| 6    | BRA  | Fabiana Murer         | 4,65 m (SB) |
| 7    | RUS  | Joelia Goloebtsjikova | 4,65 m      |
| 8    | POL  | Anna Rogowska         | 4,60 m (SB) |

### Verspringen
| Rang | Land | Atleet                 | Afstand     |
| ---- | ---- | ---------------------- | ----------- |
| 1    | PAN  | Irving Saladino        | 8,57 m (AR) |
| 2    | ITA  | Andrew Howe            | 8,47 m (NR) |
| 3    | USA  | Dwight Phillips        | 8,30 m      |
| 4    | UKR  | Olexiy Lukashevych     | 8,25 m (SB) |
| 5    | RSA  | Godfrey Khotso Mokoena | 8,19 m      |
| 6    | JAM  | James Beckford         | 8,17 m      |
| 7    | SEN  | Ndiss Kaba Badji       | 8,01 m      |
| 8    | KSA  | Ahmed Faiz Bin Marzouq | 7,98 m      |

| Rang | Land | Atleet                | Afstand     |
| ---- | ---- | --------------------- | ----------- |
| 1    | RUS  | Tatjana Lebedeva      | 7,03 m      |
| 2    | RUS  | Ljoedmila Koltsjanova | 6,92 m      |
| 3    | RUS  | Tatjana Kotova        | 6,90 m (SB) |
| 4    | POR  | Naide Gomes           | 6,87 m      |
| 5    | GER  | Bianca Kappler        | 6,81 m      |
| 6    | BRA  | Maurren Maggi         | 6,80 m      |
| 7    | BRA  | Keila Costa           | 6,69 m      |
| 8    | USA  | Brittney Reese        | 6,60 m      |

### Hink-stap-springen
| Rang | Land | Atleet             | Afstand      |
| ---- | ---- | ------------------ | ------------ |
| 1    | POR  | Nelson Évora       | 17,74 m (NR) |
| 2    | BRA  | Jadel Gregório     | 17,59 m      |
| 3    | USA  | Walter Davis       | 17,33 m (SB) |
| 4    | CUB  | Osniel Tosca       | 17,32 m      |
| 5    | USA  | Aarik Wilson       | 17,31 m      |
| 6    | GBR  | Phillips Idowu     | 17,09 m      |
| 7    | CUB  | David Giralt       | 16,91 m      |
| 8    | SUI  | Alexander Martínez | 16,85 m      |

| Rang | Land | Atleet            | Afstand      |
| ---- | ---- | ----------------- | ------------ |
| 1    | CUB  | Yargelis Savigne  | 15,28 m (WL) |
| 2    | RUS  | Tatjana Lebedeva  | 15,07 m      |
| 3    | GRE  | Hrysopiyi Devetzi | 15,04 m      |
| 4    | RUS  | Anna Pjatych      | 14,88 m (SB) |
| 5    | SLO  | Marija Šestak     | 14,72 m      |
| 6    | ITA  | Magdelín Martínez | 14,71 m (SB) |
| 7    | UKR  | Olha Saladuha     | 14,60 m      |
| 8    | CHN  | Xie Limei         | 14,50 m      |

### Kogelstoten
| Rang | Land | Atleet             | Afstand      |
| ---- | ---- | ------------------ | ------------ |
| 1    | USA  | Reese Hoffa        | 22,04 m      |
| 2    | USA  | Adam Nelson        | 21,61 m (SB) |
| 3    | NED  | Rutger Smith       | 21,13 m      |
| 4    | POL  | Tomasz Majewski    | 20,87 m (PB) |
| 5    | SLO  | Miran Vodovnik     | 20,67 m (SB) |
| 6    | GER  | Ralf Bartels       | 20,45 m      |
| 7    | BLR  | Joeri Bialou       | 20,34 m      |
| DQ   | BLR  | Andrej Michnevitsj | 21,27 m (SB) |

| Rang | Land | Atleet              | Afstand      |
| ---- | ---- | ------------------- | ------------ |
| 1    | NZL  | Valerie Vili        | 20,54 m (WL) |
| 2    | BLR  | Nadzeja Astaptsjoek | 20,48 m (SB) |
| 3    | GER  | Nadine Kleinert     | 19,77 m (SB) |
| 4    | CHN  | Li Ling             | 19,38 m (PB) |
| 5    | GER  | Petra Lammert       | 19,33 m      |
| 6    | CHN  | Li Meiju            | 18,83 m      |
| 7    | CHN  | Gong Lijiao         | 18,66 m      |
| 8    | ITA  | Chiara Rosa         | 18,39 m      |

### Discuswerpen
| Rang | Land | Atleet                | Afstand |
| ---- | ---- | --------------------- | ------- |
| 1    | EST  | Gerd Kanter           | 68,94 m |
| 2    | GER  | Robert Harting        | 66,68 m |
| 3    | NED  | Rutger Smith          | 66,42 m |
| 4    | LTU  | Virgilijus Alekna     | 65,24 m |
| 5    | HUN  | Gábor Máté            | 64,71 m |
| 6    | EGY  | Omar Ahmed El Ghazaly | 64,58 m |
| 7    | IRI  | Ehsan Hadadi          | 64,53 m |
| 8    | EST  | Aleksander Tammert    | 64,33 m |

| Rang | Land | Atleet                  | Afstand      |
| ---- | ---- | ----------------------- | ------------ |
| 1    | GER  | Franka Dietzsch         | 66,61 m      |
| 2    | CUB  | Yarelis Barrios         | 63,90 m (PB) |
| 3    | ROU  | Nicoleta Grasu          | 63,40 m      |
| 4    | CHN  | Sun Taifeng             | 63,22 m      |
| 5    | UKR  | Olena Antonova          | 62,41 m (SB) |
| 6    | POL  | Joanna Wisniewska       | 61,35 m      |
| 7    | UKR  | Natalja Fokina-Semenova | 61,17 m      |
| -    | RUS  | Darja Pisjtsjalnikova * | DQ           |

* Darja Pisjtsjalnikova, aanvankelijk met 65,78 m tweede, werd in 2008 alsnog
geschorst en haar 2e plaats werd haar ontnomen, nadat was gebleken dat er in 2007
tijdens dopingcontroles was gemanipuleerd met urinemonsters.

### Kogelslingeren
| Rang | Land | Atleet              | Afstand      |
| ---- | ---- | ------------------- | ------------ |
| 1    | BLR  | Ivan Tsichan        | 83,63 m (WL) |
| 2    | SLO  | Primož Kozmus       | 82,29 m      |
| 3    | SVK  | Libor Charfreitag   | 81,60 m (SB) |
| 4    | BLR  | Vadzim Dzevjatowski | 81,57 m      |
| 5    | HUN  | Krisztián Pars      | 80,93 m      |
| 6    | JPN  | Koji Murofushi      | 80,46 m (SB) |
| 7    | POL  | Szymon Ziólkowski   | 80,09 m      |
| 8    | GER  | Markus Esser        | 79,66 m      |

| Rang | Land | Atleet             | Afstand |
| ---- | ---- | ------------------ | ------- |
| 1    | GER  | Betty Heidler      | 74,76 m |
| 2    | CUB  | Yipsi Moreno       | 74,74 m |
| 3    | CHN  | Zhang Wenxiu       | 74,39 m |
| 4    | POL  | Kamila Skolimowska | 73,75 m |
| 5    | RUS  | Jelena Konevtseva  | 72,45 m |
| 6    | IRL  | Eileen O'Keeffe    | 70,93 m |
| 7    | ITA  | Clarissa Claretti  | 70,74 m |
| 8    | FRA  | Manuela Montebrun  | 70,36 m |

### Speerwerpen
| Rang | Land | Atleet                 | Afstand      |
| ---- | ---- | ---------------------- | ------------ |
| 1    | FIN  | Tero Pitkämäki         | 90,33 m      |
| 2    | NOR  | Andreas Thorkildsen    | 88,61 m      |
| 3    | USA  | Breaux Greer           | 86,21 m      |
| 4    | LAT  | Vadim Vasilevskis      | 85,19 m      |
| 5    | RUS  | Aleksandr Ivanov       | 85,18 m      |
| 6    | RSA  | John Robert Oosthuizen | 84,52 m (PB) |
| 7    | POL  | Igor Janik             | 83,38 m (PB) |
| 8    | FIN  | Tero Järvenpää         | 82,10 m      |

| Rang | Land | Atleet              | Afstand      |
| ---- | ---- | ------------------- | ------------ |
| 1    | CZE  | Barbora Špotáková   | 67,07 m (NR) |
| 2    | GER  | Christina Obergföll | 66,46 m      |
| 3    | GER  | Steffi Nerius       | 64,42 m      |
| 4    | CZE  | Nikola Brejchová    | 63,73 m      |
| 5    | GRE  | Sávva Líka          | 63,13 m (PB) |
| 6    | CUB  | Sonia Bisset        | 61,74 m      |
| 7    | RUS  | Maria Abakoemova    | 61,43 m      |
| 8    | GER  | Linda Stahl         | 61,03 m      |

### Tienkamp/Zevenkamp
| Rang | Land | Atleet          | Punten    |
| ---- | ---- | --------------- | --------- |
| 1    | CZE  | Roman Šebrle    | 8676      |
| 2    | JAM  | Maurice Smith   | 8644 (NR) |
| 3    | KAZ  | Dmitri Karpov   | 8586 (SB) |
| 4    | RUS  | Aleksej Drozdov | 8475 (PB) |
| 5    | GER  | André Niklaus   | 8371 (PB) |
| 6    | RUS  | Aleksej Sysojev | 8357 (PB) |
| 7    | FRA  | Romain Barras   | 8262      |
| 8    | CUB  | Yordani García  | 8257 (NR) |

| Rang | Land | Atleet            | Punten             |
| ---- | ---- | ----------------- | ------------------ |
| 1    | SWE  | Carolina Klüft    | 7032 ptn (WL) (ER) |
| 2    | UKR  | Ljoedmila Blonska | 6832 ptn (NR)      |
| 3    | GBR  | Kelly Sotherton   | 6510 ptn (SB)      |
| 4    | GBR  | Jessica Ennis     | 6469 ptn (PB)      |
| 5    | GER  | Lilli Schwarzkopf | 6439 ptn (PB)      |
| 6    | LTU  | Austra Skujytė    | 6380 ptn (SB)      |
| 7    | GER  | Jennifer Oeser    | 6378 ptn (PB)      |
| 8    | UKR  | Natalja Dobrynska | 6327 ptn (SB)      |

### Marathon
| Rang | Land | Atleet           | Tijd         |
| ---- | ---- | ---------------- | ------------ |
| 1    | KEN  | Luke Kibet       | 2:15.59      |
| 2    | QAT  | Mubarak Shami    | 2:17.18      |
| 3    | SUI  | Viktor Röthlin   | 2:17.25      |
| 4    | ERI  | Yared Asmerom    | 2:17.41      |
| 5    | JPN  | Tsuyoshi Ogata   | 2:17.42 (SB) |
| 6    | JPN  | Satoshi Osaki    | 2:18.06 (SB) |
| 7    | JPN  | Toshinari Suwa   | 2:18.35 (SB) |
| 8    | KEN  | William Kiplagat | 2:19.21      |

| Rang | Land | Atleet            | Tijd         |
| ---- | ---- | ----------------- | ------------ |
| 1    | KEN  | Catherine Ndereba | 2:30.37 (SB) |
| 2    | CHN  | Zhou Chunxiu      | 2:30.45      |
| 3    | JPN  | Reiko Tosa        | 2:30.55 (SB) |
| 4    | CHN  | Zhu Xiaolin       | 2:31.21      |
| 5    | ROU  | Lidia Şimon       | 2:31.26 (SB) |
| 6    | JPN  | Kiyoko Shimahara  | 2:31.40 (SB) |
| 7    | KEN  | Rita Jeptoo       | 2:32.03 (SB) |
| 8    | KEN  | Edith Masai       | 2:32.22      |

### 20 km snelwandelen
| Rang | Land | Atleet                     | Tijd    |
| ---- | ---- | -------------------------- | ------- |
| 1    | ECU  | Jefferson Pérez            | 1:22.20 |
| 2    | ESP  | Francisco Javier Fernández | 1:22.40 |
| 3    | TUN  | Hatem Ghoula               | 1:22.40 |
| 4    | MEX  | Eder Sánchez               | 1:23.36 |
| 5    | ITA  | Giorgio Rubino             | 1:23.39 |
| 6    | IRL  | Robert Heffernan           | 1:23.42 |
| 7    | AUS  | Luke Adams                 | 1:23.52 |
| 8    | NOR  | Erik Tysse                 | 1:24.10 |

| Rang | Land | Atleet             | Tijd    |
| ---- | ---- | ------------------ | ------- |
| 1    | RUS  | Olga Kaniskina     | 1:30.09 |
| 2    | RUS  | Tatjana Sjemjakina | 1:30.42 |
| 3    | ESP  | María Vasco        | 1:30.47 |
| 4    | NOR  | Kjersti Plätzer    | 1:31.24 |
| 5    | POR  | Susana Feitor      | 1:32.01 |
| 6    | ROU  | Claudia Stef       | 1:32.47 |
| 7    | POR  | Inês Henriques     | 1:33.06 |
| 8    | GER  | Sabine Zimmer      | 1:33.23 |

### 50 km snelwandelen
| Rang | Land | Atleet             | Tijd         |
| ---- | ---- | ------------------ | ------------ |
| 1    | AUS  | Nathan Deakes      | 3:43.53 (SB) |
| 2    | FRA  | Yohann Diniz       | 3:44.22 (SB) |
| 3    | ITA  | Alex Schwazer      | 3:44.38      |
| 4    | RUS  | Denis Nizjegorodov | 3:46.57      |
| 5    | NOR  | Erik Tysse         | 3:51.52 (PB) |
| 6    | ESP  | Mikel Odriozola    | 3:55.19 (SB) |
| 7    | CHN  | Sun Chao           | 3:55.43      |
| 8    | NOR  | Trond Nymark       | 3:57.22      |

## Legenda
- AR = Werelddeelrecord (Area Record)
- CR = Kampioenschapsrecord (Championship Record)
- SB = Beste persoonlijke seizoensprestatie (Seasonal Best)
- PB = Persoonlijk record (Personal Best)
- NR = Nationaal record (National Record)
- ER = Europees record (European Record)
- WL = 's Werelds beste seizoensprestatie (World Leading)
- WJ = Wereld juniorenrecord (World Junior Record)
- WR = Wereldrecord (World Record)

## Medailleklassement
| Plaats | Land                   | Goud | Zilver | Brons | Totaal |
| 1.     | Verenigde Staten       | 14   | 4      | 8     | 26     |
| 2.     | Kenia                  | 5    | 3      | 5     | 13     |
| 3.     | Rusland                | 3    | 9      | 3     | 15     |
| 4.     | Ethiopië               | 3    | 1      | 0     | 4      |
| 5.     | Duitsland              | 2    | 2      | 3     | 7      |
| 6.     | Tsjechië               | 2    | 1      | 0     | 3      |
| 7.     | Australië              | 2    | 0      | 0     | 2      |
| 8.     | Jamaica                | 1    | 6      | 3     | 10     |
| 9.     | Bahama's               | 1    | 2      | 0     | 3      |
| 10.    | Verenigd Koninkrijk    | 1    | 1      | 3     | 5      |
| 11.    | China                  | 1    | 1      | 1     | 3      |
|        | Cuba                   | 1    | 1      | 1     | 3      |
| 13.    | Wit-Rusland            | 1    | 1      | 0     | 2      |
|        | Bahrein                | 1    | 1      | 0     | 2      |
| 15.    | Oekraïne               | 1    | 0      | 1     | 2      |
| 16.    | Costa Rica             | 1    | 0      | 0     | 1      |
|        | Ecuador                | 1    | 0      | 0     | 1      |
|        | Estland                | 1    | 0      | 0     | 1      |
|        | Finland                | 1    | 0      | 0     | 1      |
|        | Nieuw-Zeeland          | 1    | 0      | 0     | 1      |
|        | Panama                 | 1    | 0      | 0     | 1      |
|        | Portugal               | 1    | 0      | 0     | 1      |
|        | Zweden                 | 1    | 0      | 0     | 1      |
| 24.    | Italië                 | 0    | 2      | 1     | 3      |
| 25.    | Canada                 | 0    | 2      | 0     | 2      |
|        | Frankrijk              | 0    | 2      | 0     | 2      |
| 27.    | Spanje                 | 0    | 1      | 2     | 3      |
| 28.    | Brazilië               | 0    | 1      | 0     | 1      |
|        | Dominicaanse Republiek | 0    | 1      | 0     | 1      |
|        | Marokko                | 0    | 1      | 0     | 1      |
|        | Noorwegen              | 0    | 1      | 0     | 1      |
|        | Qatar                  | 0    | 1      | 0     | 1      |
|        | Slovenië               | 0    | 1      | 0     | 1      |
|        | Turkije                | 0    | 1      | 0     | 1      |
| 35.    | Polen                  | 0    | 0      | 3     | 3      |
| 36.    | Nederland              | 0    | 0      | 2     | 2      |
| 37.    | België                 | 0    | 0      | 1     | 1      |
|        | Cyprus                 | 0    | 0      | 1     | 1      |
|        | Griekenland            | 0    | 0      | 1     | 1      |
|        | Japan                  | 0    | 0      | 1     | 1      |
|        | Kazachstan             | 0    | 0      | 1     | 1      |
|        | Oeganda                | 0    | 0      | 1     | 1      |
|        | Slowakije              | 0    | 0      | 1     | 1      |
|        | Sri Lanka              | 0    | 0      | 1     | 1      |
|        | Tunesië                | 0    | 0      | 1     | 1      |
|        | Zwitserland            | 0    | 0      | 1     | 1      |
|        | Bulgarije              | 0    | 0      | 1     | 1      |
| Totaal | Totaal                 | 47   | 48     | 46    | 141    |

1983 · 
1987 · 
1991 · 
1993 · 
1995 · 
1997 · 
1999 · 
2001 · 
2003 · 
2005 · 
2007 · 
2009 · 
2011 · 
2013 · 
2015 · 
2017 · 
2019 · 
2022 · 
2023